# Neal Boortz

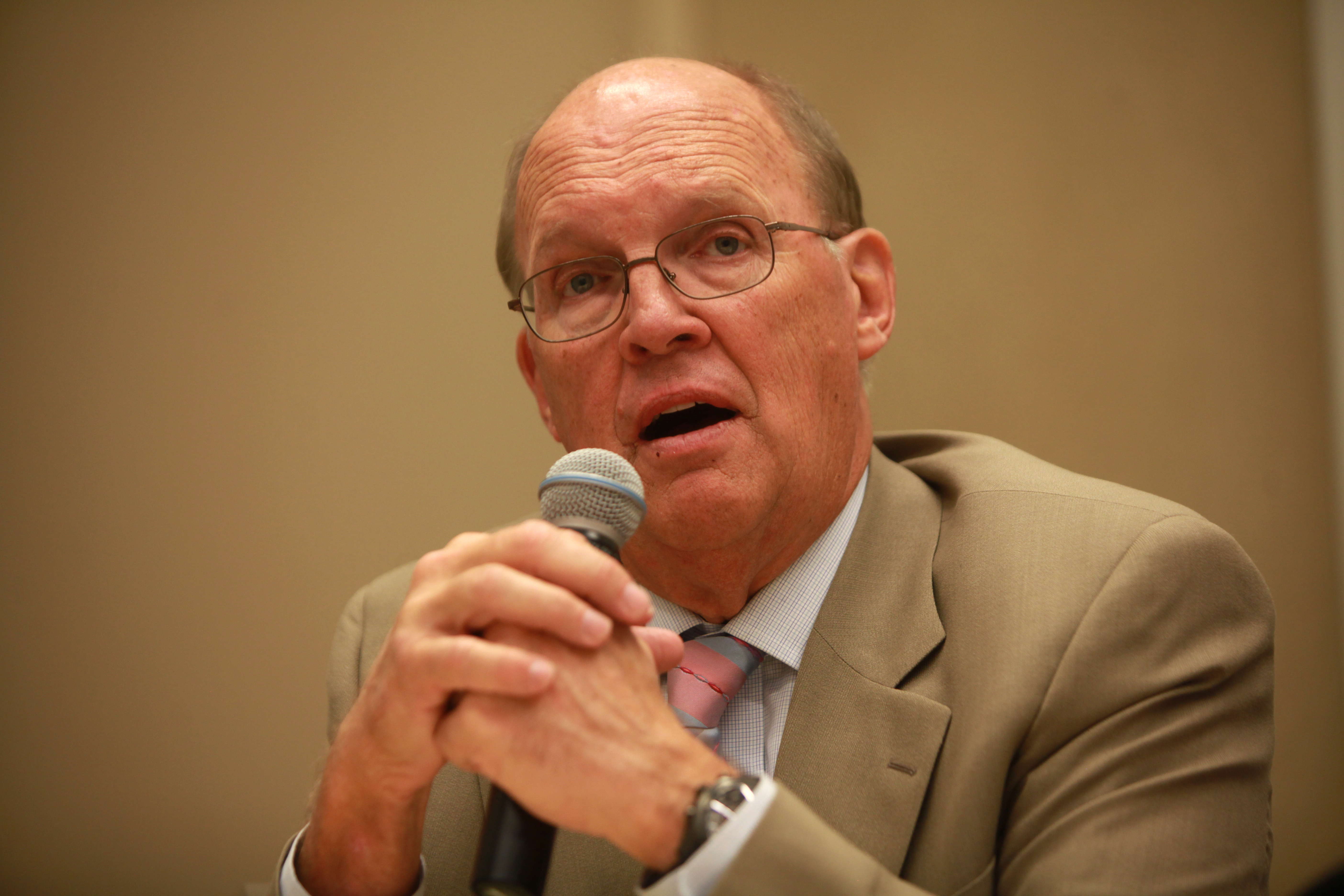
Neal Boortz in Phoenix, Arizona 2014

Neal Boortz (* April 1945 in Bryn Mawr, Pennsylvania) ist ein US-amerikanischer Autor, ehemaliger Radiomoderator und Talkshowgastgeber. 
Neal Brootz wurde 1945 geboren. Sein Vater war Soldat des Marine Corps. Seine Karriere begann er bei einer College-Station in Texas in seiner Zeit an der Texas A&M University. Er arbeitete in Atlanta als Redenschreiber für den Gouverneur von Georgia. Nach seinem Abschluss 1977 arbeitete er als Rechtsanwalt und moderierte parallel Radioshows. 1992 wurde er Vollzeitmoderator bei der Clear Channel Station WSB-AM Atlanta. 1999 begann Cox Radio, die Betreibergesellschaft von WSB, seine Show als Syndication landesweit anzubieten. 2013 wurde die Show eingestellt.

## Positionen
Boortz setzt sich für eine kleinere Regierung und mehr individuelle Freiheit ein. Auf der Libertarian Party National Convention 2004 setzten sich eine Reihe von Abgeordneten dafür ein, Brootz nicht sprechen zu lassen. Grund war, dass sich Boortz stark für den Krieg gegen islamistischen Terror und für den Kampf gegen illegale Einwanderung aussprach. Er schrieb u. a. das Fair Tax Book.

## Radioshow
Neal Boortz’ Show erreichte 3,75 Millionen Hörer wöchentlich und wurde über 200 Stationen ausgestrahlt. Sein Heimatsender war WSB-AM.